# Everblue 2
Everblue 2 (エバーブルー2, Ebāburū Tsū) est un jeu vidéo d'aventure sur la plongée sous-marine développé par Arika et édité par Capcom. Il est sorti en 2002 au Japon et en 2003 en Amérique du Nord et en Europe sur PlayStation 2. Le jeu fait suite à Everblue. Toujours développée par Arika, une suite spirituelle nommée Endless Ocean sort sur Wii en 2007.

## Trame
Léo est un plongeur qui navigue à travers une mer des Caraïbes fictionnelle avec ses amis. Leur bateau coule à cause d'une grande tempête près de la côte et ils nagent jusqu'à l'île près d'eux. Là, ils rencontrent un groupe de plongeurs sous-marins appelé Amigos. Sur l'île, Léo et Amigos découvrent qu'une société de récupération aquatique néfaste nommé SeaDross est à la recherche d'un ancien trésor pirate appelé Érebos. Leo et ses amis font la course contre la montre pour localiser l'Érebos, en plongent à plusieurs endroits sous-marins incluant : l'épave d'un traversier, un Boeing 747 écrasé, un vieux bateau de croisière, un galion pirate et une ancienne ville sous-marine appelée Telospolis. La fouille est arrêtée quand il est dévoilé que SeaDross a finalement découvert Érebos à Telospolis, mais les pouvoirs malveillants contenus dans la relique coule leur sous-marin (et l'Érebos) au fond de l'océan. À ce point, l'océan commence à devenir une tornade car les pouvoirs de l'Érebos deviennent hors de contrôle. Éventuellement, Leo explore le sous-marin coulé de SeaDross pour récupérer l'Érebos et réussit à le retourner à Telospolis, ce qui calme l'océan. Leo retourne à l'île en tant que héros, mais ses aventures en tant que plongeur ne pourraient que commencer. 

## Système de jeu
Le joueur reçoit de la monnaie en trouvant des matériaux précieux avec leurs détecteurs de métaux, verres, bois, argiles, cailloux et en récupérant des artéfacts qui proviennent de naufrages. Cette monnaie peut être utilisée pour acheter de l'équipement qui donne accès au joueur à des nouvelles profondeurs de l'océan et des plongées plus risquées. Avec le temps le joueur débloque des sites de plongée comme : un traversier, un avion qui s'est écrasé, un bateau pirate, un bateau de croisière et un temple sous-marin. 

## Accueil
Everblue 2 a reçu des critiques moyennes avec un score agrégé de 59 % sur Metacritic.